# آندریاس لوتر
آندریاس لوتر (انگلیسی: Andreas Luthe؛ زادهٔ ۱۰ مارس ۱۹۸۷) بازیکن فوتبال اهل آلمان است.
از باشگاه‌هایی که در آن بازی کرده‌است می‌توان به باشگاه فوتبال بوخوم و باشگاه فوتبال آگسبورگ اشاره کرد.